# ميخائيل دي لوكا
ميخائيل دي لوكا (بالإنجليزية: Michael De Luca)‏ هو كاتب سيناريو ومنتج أفلام أمريكي، ولد في 13 أغسطس 1965 في بروكلين في الولايات المتحدة.

## وصلات خارجية
- ميخائيل دي لوكا على موقع IMDb (الإنجليزية)
- ميخائيل دي لوكا على موقع ألو سيني (الفرنسية)
- ميخائيل دي لوكا على موقع أول موفي (الإنجليزية)
- ميخائيل دي لوكا على موقع بوكس أوفيس موجو (الإنجليزية)
- ميخائيل دي لوكا على موقع قاعدة بيانات الأفلام السويدية (السويدية)
- ميخائيل دي لوكا على موقع قاعدة بيانات الفيلم (الإنجليزية)
- ميخائيل دي لوكا على موقع كينوبويسك (الروسية)